# Владан Ђурановић
Владан Ђурановић – Влајко (Мартинићи, код Даниловграда, 11. март 1924 — Бари, 29. август 1944), учесник Народноослободилачке борбе и народни херој Југославије.

## Биографија
Рођен је 1924. године у селу Мартинићима, код Даниловграда. Основну школу завршио је у родном селу, а нижу гимназију у Даниловграду. Вишу гимназију уписао је у Подгорици. Члан Савеза комунистичке омладине Југославије постао је крајем 1939. године.
Учесник Народноослободилачке борбе је од 1941. године. Током Тринаестојулског устанка учествовао је у ослобођењу Спужа и Даниловграда и у борбама на Вељем Брду.
Члан Комунистичке партије Југославије постао је новембра 1941. године. Од тада је био секретар првог народноослободилачког одбора у свом селу, а од марта 1942. постао борац ударног батаљона „Бајо Секулић“. Приликом формирања Четврте пролетерске црногорске бригаде, постао је руководилац СКОЈ-а у чети Трећег батаљона. Као делегат омладине Друге пролетерске дивизије НОВЈ, учествовао је на Првом конгресу УСАОЈ-а у Бихаћу од 27. до 29. новембра 1942. године.
У време Четврте непријатељске офанзиве учествовао је у биткама бригаде код Имотског, Дувна, на Јабланици, код Коњица и у бици за рањенике на Вилића Гувну. Учествовао је у бици на Сутјесци као руководилац СКОЈ-а у бригади. Током битке на Сутјесци упућен је са својом четом на Љубин гроб. Он је аутор чувеног писма са Љубиног гроба, послатог Врховном штабу које гласи: Док год будете чули пуцње са Љубиног гроба, Њемци неће проћи. Кад тога више не буде, онда знајте да на Љубином гробу више нема живих пролетера.
Половином јула 1943. Централни комитет СКОЈ-а поставио га је за секретара Покрајинског комитета СКОЈ-а за Војводину. Током немачко-усташке летње офанзиве у Срему, у последњим борбама на Фрушкој гори, остао је одсечен од своје јединице. Иако рањен успио је да се извуче и то тако што је у непосредном сукобу убио њемачког СС капетана и усташког бојника који су му се приближили гонећи га.
Због исцрпљености се разболео, па је био упућен савезничким авионом на лечење у Италију. Умро је следећег дана по доласку у Италију, 29. августа 1944. године. Сахрањен је на партизанском гробљу у Барлети, у близини Барија, у Италији. Његови посмртни остаци налазе се у костурници са још око 1000 партизана. Један је од 16 народних хероја који нијесу сахрањени на територији бивше СФРЈ.
Указом председника Федеративне Народне Републике Југославије Јосипа Броза Тита, 27. новембра 1953. године, проглашен је за народног хероја.